# Пакйонг
Пакйонг (англ. Pakyong) — невелике місто в хребті Шивалік (Нижні Гімалаї) в індійському окрузі Східний Сіккім штату Сіккім. Пакйонґ — невеличке селище, що отримало значну увагу у зв'язку з планами сіккімського уряду збудуввати тут аеропорт наприкінці 1990-тих років.